# Серафим Саровски
Серафим Саровски (рус. Серафим Саровский; Курск, 19. јул 1759 — Саров, 14. јануар 1833), на рођењу Прохор Исидорович Мошнин, био је један од највећих руских православних подвижника, прозорљиваца и чудотвораца. Слави се као светитељ.

## Биографија
Рођен је у граду Курску, у Русији, 19. јула 1759. године, од имућних родитеља – трговца Исидора Мошнина и његове жене Агатије. На крштењу је добио име Прохор. Са три године Прохор је остао без оца, који је недуго пре смрти почео да зида храм посвећен преподобном Сергију Радоњешком. Подизање храма морала је да доврши његова мајка Агатија. Једном се догодило да је седмогодишњи Прохор, посматрајући са мајком подизање храма, пао са недовршеног звоника на земљу. Мајка је у неописивом страху потрчала доле очекујући да ће га затећи мртвог, али на њену највећу радост, видела га је здравог и читавог, и није могла а да у томе не види нарочито старање Божије за њеног сина.
Када је навршио десет година Прохор се тешко разболео. Био је на самрти. У најочајнијем тренутку болести у сну му се јавила Мајка Божија и прорекла исцељење. Ускоро потом градом је ишла Литија (поворка) са Кореном иконом Мајке Божије. Литија се кретала улицом у којој се налазила кућа Мошнинових. Изненада је почела киша. Да би скратила пут литија је пошла кроз двориште Мошнинових. Прохорова мајка је похитала да сина изнесе пред икону, коју су пренели изнад болесног детета, и од тог дана он се брзо опорављао.
Прохор је добро учио и волео да чита свештене књиге. Пошто је помагао старијем брату у трговини, он радним даном није могао да присуствује Литургији ни вечерњој молитви, зато је устајао раније, како би стигао на јутрење. У празничне дане Прохор је читао духовну литературу. Волео је да чита наглас својим вршњацима, али је још више волео усамљеност. У то време зближио се са једним јуродивим хришћанином који је тада био врло поштован у Курску. Тај човек је имао велик утицај на Прохора. Прохорова мајка је приметила тежње свога сина и што је време више протицало, све јој је јасније постајало какав ће начин живота он изабрати. Мајка му није противречила када је почео да говори о манастиру. Са неколицином својих познаника из Курска Прохор се договорио да заједно напусте свет, те је тако у седамнаестој години узео благослов од мајке и опростио се са њом.
Али пре него што је ступио у манастир, Прохор је отишао да се помоли Богу код отаца руског монаштва, преподобних Антонија и Теодосија Кијево-Печерских. Благослов за одлазак у манастир добио је од старца Доситеја, затворника из Китајевске пустиње (близу Кијева). Старац Доситеј је Прохору рекао: „Иди, чедо Божије, у Саровску обитељ и остани тамо. То место биће ти на спасење. Уз помоћ Божију тамо ћеш окончати своје земаљско лутање. У Сарову ће Свети дух, ризница свих добара, усмерити твоју душу ка светости”. Прохор се након тога још за извесно време вратио у Курск, код своје мајке, како би се опростио са родбином.

### Одлазак у манастир
Двадесетог новембра 1778. деветнаестогодишњи Прохор Мошнин је, у само навечерје празника Ваведење пресвете Богородице у храм, стигао у Саров. Од првог тренутка Прохор је заволео Саров. Док је стајао на свеноћном бденију, уживајући у хармоничном поретку саровског богослужења, Прохору се заиста чинило да стоји међу земаљским анђелима. Пронашао је оно чега је била жедна његова душа – складну монашку обитељ. Лепо примљен од стране настојатеља Пахомија, млади Прохор се одмах посветио монашким подвизима. Уз постојану молитву он је вредно обављао сва послушања која су му давали: на службе је долазио први, стајао је непомично током читавог богослужења и никада није излазио из цркве пре отпуста. У келији је читао духовну литературу, нарочито Јеванђеље, Апостолске посланице, Псалтир, а такође и дела светих отаца. Спавао је мало и строго држао пост. Али ни то му није било довољно: његова богољубива душа била је жедна потпуне усамљености у пустињи, где га ништа не би узнемиравало и ометало да се молитвено погрузи у сазерцавање Бога. Тако је изабраник Божији, узевши благослов од стараца, почео да у слободно време, када није имао послушања, одлази у шуму. Строгост Прохоровог живота привлачила је пажњу браће, тако да су се многи дивили чврстини његовог подвига. У време своје тешке трогодишње болести Прохор је одбио предлог браће да оде на лечење. Сву наду је положио на милост Божију. Када је његово стање постало крајње критично, јавила му се Пресвета Богородица и даровала исцељење. Ускоро је на месту келије у којој се одиграла ова чудесна посета било подигнуто болничко одељење са храмом. Прохора су послали да сакупља прилоге за подизање храма. Тако је, путујући по оближњим градовима, посетио и Курск, где се са сузама молио на мајчином гробу. Његов брат је дао издашну помоћ за подизање храма.

## Постриг у монаштво
У својој двадесет осмој години, 13. августа 1786. Прохор је пострижен у монаштво са именом Серафим, што значи пламени... У децембру 1787. године био је посвећен у чин јерођакона. Од тог дана током шест година готово непрекидно је био на служби. Бог му је давао снагу и он као да није имао потребу за одмором, а често је и на храну заборављао; било му је жао увек када би дошло време да изађе из цркве. Ево шта је причао: „једном у време Литургије на Велики четвртак, после Малог входа, када сам изашао на Царске двери и изговорио возглас: и во вјеки вјеков, озарила ме је светлост у којој сам видео Господа Бога нашег Исуса Христа у слави, како сија неизрецивом светлошћу, светлије од сунца, окружен анђелима, арханђелима, херувимима и серафимима. Од црквених врата Он је ишао по ваздуху, зауставио се испред амвона и подигавши руке Своје благословио оне који служе и оне који се моле. Затим је ушао у икону која се налази поред Царских двери. Моје срце се тада обрадовало чисто и просвећено, у сладости љубави према Господу”.
Након овог виђења лик оца Серафима се у трену изменио; такође, није могао да се помери са места нити да проговори. Држећи га испод руку, јерођакони су га увели у олтар, где је непокретан стајао још око два часа. Његово лице се мењало - час је било бело као снег, а час би га облило руменило. Отац Серафим је често одлазио у пустињу и тамо ноћ проводио у молитви, да би се ујутру вратио у манастир.
Другог септембра 1793. у Тамбову о. Серафим је био рукоположен за јеромонаха, и од тога дана почео је да се свакодневно причешћује Светим тајнама. Пламтећи ревношћу за Бога, о. Серафим је тежио пустињачком животу како би се, после удаљавања од људи, неспутано могао посветити подвигу. Тако је са тридесет пет година коначно напустио обитељ и настанио се у једној скромној дрвеној келији, у густој шуми на обали реке Саровке, око пет километара далеко од манастира. Ту је о. Серафим направио башту и пчелињак. Живећи у пустињи, уз постојану молитву, све је радио својим рукама. Носио је најпростију, сиромашну одећу. На белом, дугачком и широком сељачком капуту висио је бакарни крст којим га је благословила мајка када је одлазио од куће. У торби на леђима о. Серафим је стално носио Јеванђеље, како би увек могао да га чита и како би га оно подсећало на ношење јарма Христовог. Телесни напори доводили су га у стање душевног мира, које се код њега изражавало кроз појање духовних песама којих је знао много. Монашко молитвено правило преподобни Серафим је савршавао као и први, строги пустиножитељи. Постио је необично, може се чак рећи невероватно строго.
Хранио се испрва сувим хлебом који је недељом, када је долазио у манастир на службу, узимао за целу седмицу. Од мале количине хлеба коју је наменио себи, велики део давао је птицама и разним шумским животињама које су га много волеле и које су се сакупљале око њега. Тако је остајао и без хлеба, па се хранио искључиво поврћем из своје баште - кромпиром, цвеклом и луком; а две ипо године хранио се соком неке траве. Овај подвиг преподобни никоме није открио све до своје смрти.

### Напад разбојника
Неки од браће покушавали су да поделе са њим његове подвиге, али нико није могао да издржи тако суров живот, па је о. Серафим увек остајао сам са Богом и са својим јединственим подвигом. Свакојака искушења доживљавао је овде у пустињи, али није посустајао. Непријатељ нашег спасења - ђаво, видећи да сам не може да удаљи ревносног подвижника од пустињачког живота, употребио је као своје оруђе зле људе. Једном, када је преподобни Серафим у шуми секао дрва, пришла су му тројица незнанаца који су од њега грубо затражили новац. Он је одговорио: „ја ни од кога ништа не узимам”. Први који је насрнуо на њега пао је, а остали су се уплашили, но отац Серафим, мада је био веома снажан и мада је уз себе имао секиру, сетио се речи Спаситељевих да ће свако ко узме мач од мача и погинути, па је спустио секиру, прекрстио руке на грудима и рекао: „чините шта вам је воља”. Они су га ударили ушицом секире по глави, из његових уста и ушију потекла је крв, и старац је пао као мртав. Разбојници су га одвукли у келију и наставили да га шутирају ногама; онда су га везали и, пошто су мислили да је мртав, оставили су га, и похитавши у келију да је опљачкају. Али тамо су нашли само икону и неколико кромпира; злочинце је обузео страх и дали су се у бег.
Када је дошао свести преподобни Серафим се некако одвезао, заблагодарио је Господу за невино страдање, помолио се да лоповима буде опроштено и ујутро стигао у манастир у страшном стању – поцепан и крвав. Лекари су нашли да му је глава напрсла, ребра сломљена, груди угруване, а тело у тешким ранама. Чудили су се да је још жив. Док су они постављали дијагнозу на латинском и договарали се шта да чине, о. Серафим је утонуо у сан и имао виђење.
Пресвета Богородица, у слави, са апостолима Јованом Богословом и Петром, појавила се покрај његове постеље и обратила се на ону страну где су стајали лекари: „Зашто се трудите?”, а затим старцу: „Овај је од рода Мога!”. Те речи старац је раније већ чуо.
Када се пробудио, о. Серафим је одбио лечење. Истога дана, осетивши како му се враћа снага, устао је од постеље. Али у манастиру је провео пет месеци да би се опоравио, а потом се вратио у пустињу и наставио са духовним подвизима.
Када су разбојници били ухваћени о. Серафим је и настојатељу Саровског манастира и земљопоседнику рекао да ће он, уколико те сељаке казне, заувек отићи из Сарова, и то у најудаљенији крај. На молбу старца злочинцима је опроштено, али недуго затим пожар је спалио њихове куће. Они су се покајали и касније долазили оцу Серафиму.

### Узвишеност духовног смирења
Сазнавши за строг живот преподобног оца Серафима многи су долазили к њему због савета или поуке. Али он се, желећи усамљеност, трудио да на сваки начин избегне посетиоце. Нарочито се клонио оних код којих је видео само радозналост. Оне пак који су стварно имали духовну потребу, никада није одбијао.
Понекад су суседни пустињаци Александар и Марко налазили преподобног Серафима до те мере погруженог у богомислије, да није примећивао њихово присуство; пошто би сачекали неко време, они су одлазили. Ако би преподобни срео некога у шуми, смирено би се поклонио и прошао, јер, како је касније говорио, „због ћутања се нико никад није покајао”.
Достигавши узвишеност духовног смирења преподобни о. Серафим је и дивље звери чинио послушнима. Посећујући га у далекој пустињи, многи су поред њега видели огромног медведа који је старцу јео из руке. По речима преподобног, медвед је одлазио у шуму и враћао се. Старац га је хранио, а понекад је чак и својим посетиоцима давао да то чине. Лице преподобног у тим тренуцима било је радосно и светло, као у анђела. Али забрањивао је да се о томе говори све до његове смрти.
Видећи тако узвишен живот подвижника, исконски непријатељ нашег спасења љуто је насрнуо на њега, шаљући му тешка искушења. Једном је у време молитве преподобни Серафим иза зидова келије чуо најпре урликање звери, а потом нешто налик на жамор мноштва народа; тада су почели да му ломе врата, избили су довратак, а пред ноге старца који се молио пала је велика греда коју су сутрадан једва изнела осморица људи. Понекад му је изгледало као да се келија руши на четири стране и да му се приближавају страшне звери уз дивље режање. Једном је преподобни био подигнут у ваздух и са таквом силином неколико пута бачен на земљу, да би му се све кости поломиле да није било анђела-чувара. Може се претпоставити да је он и видео духове злобе. Када је једном неки мирјанин у својој простоти запитао: „баћушка, јесте видели ви зле духове?” он је са осмехом одговорио: „они су одвратни – као што је грешном човеку немогуће да погледа у светлост анђела, тако је ужасно видети демоне, јер су они ружни”.
Сва ова спољашња виђења и искушења подвижник је савладавао силом крсног знамења. Два пута је преподобни Серафим био изабран за архимандрита и игумана манастира, али он је то одбио. Видећи такво смирење, непријатељ је против њега заратио са новом жестином, покренувши у души преподобног невидљиву борбу са страшном, заиста страшном силом саблазни... Тешко је било о. Серафиму, али уз помоћ Божију и Пречисте Мајке Божије све је победио.
Живећи у телу, на земљи, преподобни Серафим је показивао такву снагу духа, као да се ослобађао од земаљских стега и да се духом и умом већ налазио у небеским обитељима. Усходећи из силе у силу, победивши непријатеља подвизима, он је коначно узнапредовао до оног степена, до кога су у историји хришћанске цркве долазили тек малобројни изабрани подвижници.
Упитан је једном приликом од ходочасника: Шта је циљ нашег живота?.Враћање у наручје Оца Небеског., одговорио је.

## 1000 дана и ноћи на камену
Три године је преподобни о. Серафим провео у потпуном ћутању, не проговоривши ни са ким ни речи. Желећи да се угледа на св. Симеона Столпника, о. Серафим је 1000 дана и 1000 ноћи престајао на камену. Била су два камена на којима је стајао: један се налазио код његове келије, а други на пола пута од келије до манастира, у густој боровој шуми. На камену који се налазио близу келије подвижник је стајао од јутра до мрака, силазећи са њега само да би узео храну. Када сунце зађе прелазио би на камен који се налазио у шуми и стајао на њему читаву ноћ, до зоре, са рукама подигнутим ка небу, молећи се речима цариника: „Боже, милостив буди мени грешном”! Оснажен благодаћу Божијом он је храбро подносио зимски мраз, јесењу кишу и летњу жегу, узнемираван при томе од мува и комараца, и подносећи многе нападе духова злобе из поднебесја. Овај подвиг преподобни је савршавао у таквој тајности, да нико за то није знао све док он сам није испричао неколицини браће; они су били потпуно задивљени његовим подвигом и сматрали су да такав подвиг превазилази људске снаге.
Пролазећи тешким подвижничким путем, преподобни Серафим је своје тело, а нарочито ноге, довео до потпуне изнемоглости. Пошто празничним данима више није имао снаге да долази у манастир ради примања Св. Тајни, морао је да се заувек опрости од своје далеке пустиње. Тако се након 16 година проведених у пустињи 8. маја 1810. вратио у манастир.
У манастиру се преподобни затворио и 17 година нигде није излазио, смањујући постепено строгост свога затворништва. Првих 5 година нико га није видео, чак ни брат који му је доносио скромну храну, за коју се често догађало да је нетакнуту однесе.
У келији преподобног Серафима није било ничега осим иконе пред којом је треперило кандило, нарамка дрва покрај пећи која никада није ложена, и пања који му је служио као столица. На улазу у келију стајао је неукрашени храстов сандук који је старац сам себи направио за погреб. Око сандука преподобни би упалио свеће, па би се тако покрај њега молио, стално се припремајући за прелазак из привременог у вечни живот. Његови ретки посетиоци увек су га затицали или погруженог у умну молитву, или како немо чита Јеванђеље и Псалтир. Нико од њих није могао да добије одговор на своје питање. Једном је Саровску пустињу посетио епископ Јона који је пожелео да види о. Серафима, али преподобни ни због њега није нарушио своје затворништво и молитвено тиховање.
Само је Богу познат унутрашњи живот преподобног Серафима у затворништву, јер он се брижљиво скривао од људи. Свакако, никада се није одвајао од молитве Исусове. Она је била сједињена са његовим срцем. Али истинску насладу у то време је проналазио у читању св. Јеванђеља. У понедељак би прочитао читаво Јеванђеље по Матеју, у уторак по Марку, у среду по Луки, у четвртак по Јовану, а на остале дане у седмици разделио би Дела и посланице Апостолске.
После 10 година безмолвног затворништва, умудрен опитом пустиножитељства, осењен даровима благодати, подвижник је, просвећеног разума, поново отворио своја уста. Преподобни о. Серафим је почео да служи спасењу многих душа које су тражиле живу благодатну реч. Али овај нови подвиг старац није на себе узео самовољно.

## Јављање пресвете Богородице
Њему се јавила Царица Небеска у пратњи преподобних пустиножитеља Онуфрија Великог и Петра Атонског, заповедивши му да прима посетиоце и да их поучава својим саветима. Од тада старац је у свом белом сељачком капуту, са епитрахиљем око врата, свакодневно примао посетиоце, и то од јутарње Литургије па све до 8 часова увече. Њихов број је ускоро тако порастао, да он више није имао мира, нарочито на дванаест празника, када је у манастир долазило по 5.000 посетилаца, понекад и више. Но старац би сваког од њих благословио, и свакоме би, по благодати Божијој, дао спасоносни савет и поуку. Беседа светог старца, испуњена кротошћу и љубављу, свакоме је пријала и истовремено одговарала је свачијем унутрашњем расположењу. Преподобни о. Серафим је према свима био предусретљив, осим према онима који су, кријући се под маском побожности, били испуњени свакојаким лукавствима. Такве је сурово терао од себе.
Али када би код било кога од оних који су му долазили видео истинско хришћанско расположење и ватрену веру у Бога, примао би га са радошћу и савршавао над њим Св. Тајну покајања по свештеничком правилу, тј. стављао би на његову главу крај епитрахиља и своју десну руку, па би га позивао да понавља за њим следеће речи: „сагреших, Господе, сагреших” и остало. После исповести осењивао би покајника крсним знамењем и давао му или нафору или благословени хлеб са Богојављенском водом, док би на његовом челу нацртао крст уљем из кандила; затим би покајника целивао и поздравио речима: „Христос Воскресе!”, и дао му да се поклони пред иконом Царице небеске или пред крстом који који је носио на грудима. Потом би му говорио све оно што је његовој души било потребно.
Нарочито је саветовао и инсистирао на томе да људи у срцу стално треба да имају Молитву Исусову („Господе Исусе Христе, Сине Божији, помилуј ме грешног”). „Томе нека буде посвећена сва твоја пажња; то треба стално да учиш”. Овој молитви старац је придавао велик значај и сматрао ју је неизоставном обавезом сваког хришћанина.
Преподобни Серафим је волео често да препричава житија светих. Догађаје из њиховог живота он је описивао тако живо и дирљиво, а њихово блаженство на небу тако лепо и величанствено, да је у срцима својих слушалаца будио устрептали занос и дубоку радост.
Убеђивао их је да тврдо стоје за истину догмата Православне цркве, наводећи им примере блаженог Марка Ефешког који је на сабору у Фиренци показао непоколебиву ревност у заштити Источно-католичанске вере. И сам је давао разне поуке о православљу, подробно објашњавајући у чему се оно састоји, и да једино оно у себи садржи истину вере Христове у целости и чистоти; поучавао је и о томе како православље треба чувати. Волео је да говори о светитељима Руске Цркве, а нарочито о преподобном Сергију Радоњешком, постављајући њихов живот као узор на путу спасења. Своју љубав према православљу преподобни је често исказивао кроз слатке и поучне беседе.
У то време о. Серафима је већ поштовала читава Русија, побожан глас о њему ширио се на далеко, а савремени подвижници на њега су гледали као на град који стоји на врх горе.
Преподобни Серафим је у најсилнијој мери имао дар прозорљивости. У овом кратком опису његовог живота потпуно ћемо изоставити мноштво случајева који су изнесени у опширном житију о. Серафима; али морамо да укажемо на мишљење преподобног о сопственој прозорљивости.
Када је један монах упитао старца Серафима: „зашто учиш људе?”, старац је одговорио: „ја следим учењу Цркве која пева: не скривај речи Божије, него објављуј Његова чудеса”.
После једне пројаве прозорљивости, старац је своме задивљеном духовном чеду објаснио: „он је долазио к мени као и други, као и ти; долазио је као слуги Божијем; ја, грешни Серафим, тако сам и мислио – да сам грешни слуга Божији и да ономе коме је потребно дајем то што ми је Господ као слуги Своме заповедио. Прву мисао која се јави у мојој души сматрам за Божије указање и говорим не знајући шта је у души мога сабеседника, него само верујући да ми се на тај начин указује воља Божија за његову корист. Као што се жељезо предаје ковачу, тако сам ја предао себе и своју вољу Господу Богу: поступам онако како је Њему угодно; немам сопствену вољу, него преносим оно што је Богу угодно”.
Преподобни о. Серафим је имао дивна откривења и сазерцања небеских обитељи.
„Ја сам се насладио – говорио је једном саровском монаху – речју Господа мога Исуса Христа Који каже: много је места у дому Оца Мога. На тим речима сам се ја убоги зауставио; пожелео да видим те небеске обитељи и молио сам Господа да ми их покаже. Господ мене убогог није лишио Своје милости, него је испунио моју жељу и тражење. Био сам узнесен у те обитељи, само не знам да ли у телу или без тела – Бог зна, за нас је то недокучиво. А радост и сладост небеску коју сам тамо окусио не могу ти ни описати”.
Старац је заћутао, нагнуо се мало напред, погнуо главу са затвореним очима, па је раширени длан десне руке смирено положио на срце. Његово се лице изменило, из њега је зрачила чудесна светлост, да би на крају постало толико светло, да га је било немогуће гледати; на његовим уснама и у целом изразу лица била је таква радост и такав небески занос, да је деловао заиста као небески човек и земаљски анђео. Изгледао је као да у умиљењу нешто сазерцава и задивљено слуша. Прошло је читавих пола сата пре но што је проговорио: „Ах, љубљени, када би ти знао каква радост и каква сладост очекује душу праведника не небу, одлучио би да све невоље у свакодневном животу подносиш са захвалношћу. Када би ова келија била пуна црва, и када би ти црви читав живот јели наше тело, чак и на то би требало радо пристати, само да се не лишимо ове небеске радости”.
Преподобни о. Серафим је за живота по благодати Божијој савршио многа чудеса: исцељивао је болесне, спасавао од смрти, најављивао људима будуће догађаје како би се сачували од опасности. Болеснике је обично помазивао уљем из кандила које је горело у његовој келији пред иконом Богомајке – Умиљење, коју је називао Радост свих радости. Када су га питали зашто то чини, он је одговорио: „Ми читамо у Светом Писму да су апостоли помазивали уљем и да су се многи болесници од тога исцељивали. На кога ћемо да се угледамо, ако не на свете апостоле!” – и они које би помазао, добили би исцељење.
Помажући поукама, саветима, исцељењима и молитвама свима који су тражили његову помоћ, преподобни Серафим ни сам није престао да добија велике милости од Господа и Царице Небеске, Која је старца поново посетила у пратњи светитеља Климента Римског и Петра Александријског.
На крају, број оних који су долазили да посете о. Серафима повећао до те мере, да је преподобни опет осетио потребу да се удаљи у пустињу и склони од вреве. Зато је од настојатеља измолио благослов и поново се настанио у својој драгој пустињи. Ова друга или ближа пустиња о. Серафима налазила се на око два километра од манастира, такође у саровској шуми, на обали реке Саровке.
Преподобни Серафим је свакодневно од 4 сата ујутро до 8 увече био тамо. Ноћ је проводио у манастиру, а храну узимао само увече. Необично су деловали изглед и одећа кротког и смиреног, седокосог погрбљеног старца. У ходу он се ослањао на штап; понекад су га затицали и са нарамком дрва. Био је одевен у бели сељачки капут, преко кога би зими пребацио уштављену кожу. На глави је носио скромну камилавку, а на леђима торбу у којој је увек носио метални алат за рад, као и свог нераздвојног сапутника - свето Јеванђеље.
Иако је тело преподобног било потпуно исцрпљено, а његове ноге као дрвене и загнојене од рана, оживотвораван силом Духа он је увек изгледао чио и весео.
Дирљиво је било видети га како после причешћивања Светим Тајнама одлази из цркве у своју келију. Умом потпуно погружен у себе, он је ишао ни на шта не обраћајући пажњу, само је свима делио благослове. А хиљаде људи из најудаљенијих крајева тискале су се од цркве до његове келије, једва пропуштајући корак по корак смиреног и старог монаха, јер свако од њих је желео да макар пољуби крај његове одеће, да га дотакне и узме благослов, или чак само да га види.
Тако преподобни Серафим готово да уопште није имао мира - ни у пустињи, ни на путу до манастира, ни у самом манастиру.

## Дивојевски манастир
Последњих година свога живота преподобни Серафим се много трудио око женског Дивјејевског манастира који је сам основао. Новац који је добијао од богољубивих добротвора давао је Дивјејевским сестрама за подизање манастира, као што им је слао и поврће из своје баште. У заједницу су ступале дјеве које су желеле да се посвете непорочном животу, као и сироте девојке без заштитника и крова над главом. Преподобни Серафим је због свог очинског и светог старања о дивјејевским сиротицама, што је чинио у славу Бога и Његове Пречисте Мајке, морао да поднесе много злобних клевета и увреда.
„Нека нас грде и вређају због дивјејевских сиротица – говорио је свом послушнику Јовану – а ми ћемо да слушамо апостола Јакова који каже: Онај, дакле, који зна добро чинити а не чини, грех му је (4,17). Нека нас вређају; ми ћемо све то да подносимо са благодарношћу, по речима Апостола: Кад нас грде, благосиљамо; кад нас гоне, трпимо; кад хуле на нас, молимо (1. Кор. 4,12-13). Немамо због чега да се узнемиравамо”.
У време његовог живота у пустињи преподобном Серафиму се у сну јавила Мајка Божија са дванаест апостола, обасјана неизрецивом светлошћу и славом. Ради подизања и руковођења поверила му је три обитељи: дивјејевску, ардатовску и зеленгорску. Мајка Божија му је дала многе заповести у вези са животом сестара и молитвеним правилима за њих.
Преподобни Серафим је дивјејевске сиротице избављао од сваке опасности, облачећи их у брачну одежду чистоте и целомудрености и тако их заручујући Небеском Женику, Најслађем Исусу Христу. Носећи крст по његовој заповести, оне су ишле спасоносним путем ка вечности. Чувајући девствену чистоту, бориле су се са страстима, палећи у својим срцима светиљке божанске љубави према Христу.
Он је за њих говорио да ће, и ако не буду дале монашки завет, у будућем веку добити двоструку награду ако уз помоћ Царице Небеске у манастиру сачувају своју девственост. Дјеви без уточишта је тешко да се спасе у свету, јер свет у злу лежи.
Годину и десет месеци уочи свог блаженог упокојења преподобни Серафим се 25. марта 1831. удостојио да на јави дочека дванаесту посету Богомајке у своме животу, посету која као да је представљала најаву његове блажене кончине и непропадљиве славе која га очекује. Сведок те посете била је једна од сестара дивјејевске заједнице.
Наједном је настао шум налик ветру, појавила се бљештава светлост, чуло се појање. Старчева келија као да се проширила, светост је била јача од сунчане. Старац је пао на колена, испружио руке и у умиљењу рекао: „О, Преблагословена Пречиста Дјево, Владичице Богородице!” Напред су ишла два анђела. Они су у рукама држали гранчице са тек процветалим цветовима. За њима – пресвета Владичица. Иза Богомајке ишло је 12 дјева и још св. Јован Претеча и св. Јован Богослов. Њихова одећа била је бела и блистава. Царица Небеска је имала необично лепу мантију, сличну оној која се слика на икони Тугујуће Мајке Божије. Мантија је имала велику округлу копчу украшену крстовима. Пеко мантије био је епитрахиљ. И мантија и епитрахиљ били су украшени крстовима. Владичица је изгледала виша од свих дјева. На глави је имала круну украшену различитим крстовима, која је сијала таквим сјајем, да га очи нису могле поднети. Дјеве су ишле за Богомајком по две, са венцима на глави и у хаљинама разних боја, са пуштеним косама... Када је монахиња дошла к себи, преподобни Серафим већ више није био на коленима, него је стајао пред Владичицом, а она је са својим изабраником разговарала као са најрођенијим. Монахиња је чула Богородичине речи: „не остављај Моје дивјејевске дјеве”. Старац је одговорио: „О, Владичице, ја их сабирам, али не могу сам њима да управљам!” „Љубимче мој – одговорила је Владичица – Ја ћу ти у свему помоћи… Ко их увреди, поразићу га, ко им помогне ради Господа, тај ће бити помилован од Њега”. Владичица је тада монахињи заповедила да пита дјеве из Њене пратње за њихова имена и страдања за Христа. То су биле великомученице Варвара и Екатарина, првомученица Текла, великомученице Марина и Ирина, преподобна Евпраксија, св. великомученице Пелагија и Доротеја, преподобна Макрина, мученица Јустина, св. великомученица Јулијана и мученица Анисија. „Види ове дјеве – рекла је Владичица – неке од њих су оставиле земаљско царство и богатство, зажелевши царство вечно и небеско; заволеле су добровољно сиромаштво, заволеле су јединог Господа, и ево какве су се славе због тога удостојиле. Како је било пре, тако је и сада. Само, раније су мученице страдале јавно, а данас страдају тајно, патњама срца, али плата ће им бити иста”...
Виђење се завршило тиме што је Пресвета Богородица рекла преподобном Серафиму: „брзо ћеш, љубимче Мој, бити са нама” и благословила га је. Са њим су се опростили сви свети: св. Јован Претеча и Јован Богослов су га благословили, а св. дјеве су га целивале у руку као и он њих.

## Упокојење
Годину дана пре смрти, преп. Серафим је осетио крајњу изнемоглост. Говорио је: „ускоро нећу живети овде; мој крај је близу!”
Мало пре упокојења преп. Серафима, један брат је ради своје духовне користи поставио питање старцу: „Зашто баћушка ми немамо онако строг живот, какав су водили древни подвижници?”
„Зато – одговорио је преподобни – што немамо одлучности за тако нешто. Када бисмо имали одлучност, онда бисмо и живели као оци који су у старини засијали подвизима и побожношћу: јер благодат и помоћ Божија вернима и онима који свим срцем траже Господа иста је данас као и раније; по речи Божијој Исус Христос је исти јуче и данас и у векове (Јевр. 13,8).
“Циљ хришћанског живота је Стицање Духа Светога…”. То је суштина учења преподобног Серафима Саровског.
У недељу првог јануара 1833. отац Серафим је последњи пут дошао у болничку цркву. Пред свим иконама сам је упалио свеће и поклонио им се, а потом се по обичају причестио светим Христовим Тајнама. По завршетку Литургије опростио се са свом браћом у цркви, све их је благословио, целивао и утешио речима: „Спасавајте се, не посустајте, држите се; данас нам се спремају венци”. Сви су приметили његову крајњу телесну изнемоглост, али духом је старац био ведар, спокојан и радостан.
Увече истога дана монах Павле, који је живео близу келије о. Серафима, чуо је како старац у својој келији пева васкршње песме: „Воскресеније Христово видјевше”... „Свјетисја, свјетисја, нови Јерусалиме”... „Пасха велија и свјашчењејшаја Христе”...
Другога јануара у шест часова ујутро браћа која су ушла у келију преподобног, затекли су га како на коленима клечи на уобичајеном месту за молитву, пред малим налоњем. Његове руке су у знаку крста биле положене на књизи која је стајала на налоњу, књизи према којој је старац савршавао своје молитвено правило пред иконом Мајке Божије „Умиљење”, а на руке је положио главу. Претпостављајући да је старац заспао, почели су опрезно да га буде, али одговора није било: преподобни Серафим је окончао своје земаљско лутање и и упокојио се у Богу.
Тело преподобног било је положено храстов сандук који је он сам направио и сахрањено са десне стране црквеног олтара.
Током седамдесет година од упокојења старца Серафима, православни Руси су у великом броју са вером долазили на његов гроб да траже заступништво преподобног пред Господом, и по његовим молитвама добијали су чудесна исцељења од разних телесних и душевних болести. Године 1902. Комисија формирана одлуком Најсветијег Синода испитала је више од стотину случајева чудесних исцељења која су протеклих година добили људи из разних слојева православног руског народа. Одлуку Св. Синода (од 26. јануара 1903) о прослављању свог новог молитвеника пред Господом, преподобног Серафима Саровског чудотворца, верни су дочекали са великом духовном радошћу. Откривање његових светих и многоцелебних моштију свечано је обављено 19. јула 1903. у присуству многобројног народа, када је кивот са моштима преподобног носио је и цар Николај.
| „                       | „Христос воскресе, радости моја!" | ” |
| — Св. Серафим Саровски. |                                   |   |